# Christina Keuter
Cristina Rubi Keuter (* 12. Dezember 1988 in Aachen) ist eine deutsch-philippinische Fußballspielerin. Die Mittelfeldspielerin gehörte seit 2011 dem Kader der Nationalmannschaft der Philippinen an.

## Karriere

### Vereine
Keuter begann in der Jugend des FC Teutonia Weiden mit dem Fußballspielen. Im Sommer 2003 verließ sie den Verein und wechselte in die Jugend von Alemannia Aachen. In Aachen durchlief sie sämtliche Jugendmannschaften und gab 2007 ihr Seniorinnendebüt in der drittklassigen Regionalliga West. Nach zwei Jahren wechselte sie in die Mittelrheinliga zum SV Eilendorf. Dort entwickelte sie sich zur Leistungsträgerin und kehrte im Juni 2011 in die Regionalliga West zurück, wo sie nun beim SC Fortuna Köln unterschrieb. In der Regionalliga West bestritt sie lediglich ein Punktspiel, bevor sie am 10. April 2013 für den 1. FFC Baesweiler unterschrieb.

### Nationalmannschaft
Am 29. Oktober 2010 debütierte sie für die Nationalmannschaft der Philippinen.